# Сінтешть (Яломіца)
Сінтешть, Сінтешті (рум. Sintești) — село у повіті Яломіца в Румунії. Входить до складу комуни Боренешть.
Село розташоване на відстані 46 км на північний схід від Бухареста, 62 км на захід від Слобозії, 141 км на південний захід від Галаца, 133 км на південний схід від Брашова.

## Населення
За даними перепису населення 2002 року у селі проживали 328 осіб.
Національний склад населення села:
| Національність | Кількість осіб | Відсоток |
| -------------- | -------------- | -------- |
| румуни         | 321            | 97,9%    |
| цигани         | 7              | 2,1%     |

Рідною мовою назвали:
| Мова      | Кількість осіб | Відсоток |
| --------- | -------------- | -------- |
| румунська | 323            | 98,5%    |
| циганська | 5              | 1,5%     |